# Peter Trent
Peter Trent (Londra, 20 maggio 1917 – ...) è stato un attore britannico.

## Biografia
Nato a Londra, arriva in Italia nel dopoguerra e inizia a lavorare nel cinema in parti spesso secondarie, come caratterista cattivo e fuorilegge. Svolge quasi tutta la sua attività di attore a Cinecittà sino a metà degli anni sessanta, quando di lui si perdono le tracce.

## Filmografia
- Il corriere del re, regia di Gennaro Righelli (1947)
- Accidenti alla guerra!..., regia di Giorgio Simonelli (1948)
- I contrabbandieri del mare, regia di Roberto Bianchi Montero (1948)
- Ti ritroverò, regia di Giacomo Gentilomo (1948)
- Il bacio di una morta, regia di Guido Brignone (1949)
- Cagliostro (Black Magic), regia di Gregory Ratoff (1949)
- Il grido della terra, regia di Duilio Coletti (1949)
- Il conte Ugolino, regia di Riccardo Freda (1949)
- Il figlio di d'Artagnan, regia di Riccardo Freda (1949)
- Due sorelle amano, regia di Jacopo Comin (1951)
- Gli ultimi giorni di Pompei, regia di Paolo Moffa (1951)
- La vendetta di Aquila Nera, regia di Riccardo Freda (1951)
- Piume al vento, regia di Ugo Amadoro (1951)
- A fil di spada, regia di Carlo Ludovico Bragaglia (1952)
- Eran trecento... (La spigolatrice di Sapri), regia di Gian Paolo Callegari (1952)
- Redenzione, regia di Piero Caserini (1952)
- Una croce senza nome, regia di Tullio Covaz (1952)
- Cinema d'altri tempi, regia di Steno (1953)
- Fermi tutti... arrivo io!, regia di Sergio Grieco (1953)
- La Gioconda, regia di Giacinto Solito (1953)
- Allegro squadrone, regia di Paolo Moffa (1954)
- Due lacrime, regia di Giuseppe Vari (1954)
- François il contrabbandiere, regia di Gianfranco Parolini (1954)
- Le ragazze di San Frediano, regia di Valerio Zurlini (1954)
- Gli sparvieri del Re, regia di Joseph Lerner (1954)
- Trieste cantico d'amore, regia di Max Calandri (1954)
- Violenza sul lago, regia di Leonardo Cortese (1954)
- Altair, regia di Leonardo De Mitri (1955)
- La donna più bella del mondo, regia di Robert Z. Leonard (1955)
- Gli amori di Manon Lescaut, regia di Mario Costa (1955)
- Le avventure dei tre moschettieri, regia di Joseph Lerner (1955)
- Mamma sconosciuta, regia di Carlo Campogalliani (1956)
- La spada imbattibile, regia di Hugo Fregonese (1957)
- Te sto aspettanno, regia di Armando Fizzarotti (1957)
- Un americano tranquillo (The Quiet American), regia di Joseph L. Mankiewicz (1958)
- Criniere e mantelli al vento, regia di Joseph Lerner (1966)

## Doppiatori italiani
- Stefano Sibaldi in Allegro squadrone
- Gualtiero De Angelis in Il grido della terra